# Louis Boeckx
Angel Henri Louis Boeckx (Niel, 27 mei 1886 - Reet, 31 maart 1963), was een Belgisch politicus voor de Liberale Partij.

## Levensloop
Boeckx was van beroep architect-landmeter.
Hij was van 1921 tot 1958 gemeenteraadslid van Niel. Hij was schepen van die gemeente (1924-1926) en burgemeester (1939-1947).
Hij werd verkozen tot liberaal volksvertegenwoordiger voor het arrondissement Antwerpen en zetelde van 1927 tot 1932 en van 1932 tot 1946. In 1926-1927 ondersteunde hij, samen met de liberale volksvertegenwoordigers Louis Joris en Jules Boedt het amnestievoorstel van Frans Van Cauwelaert ten gunste van de veroordeelden voor collaboratie met de vijand. In mei 1937 liep hij mee in de optocht in Brussel voor amnestie.